# 大靖河
大靖河，位于中国甘肃省西部的一条内流河，是石羊河水系最东的一条支流。发源于天祝藏族自治县西大滩镇东南祁连山支脉乌鞘岭毛毛山北麓、白虎岭以东、二朗山一带，蜿蜒向北流，过西沟村马莲沟口后成为天祝县与古浪县之间的界河，约5千米后进入古浪县境内，继续向北流经古浪县横梁乡、大靖峡水库、民权镇和大靖镇等地，过石峡子村后消失于腾格里沙漠南缘。主河道长45千米，出山口以上流域面积460平方千米，年均径流量1270万立方米。